# 아시아문화원
아시아문화원(-文化院, Asia Culture Institute, ACI)은 아시아문화의 창의성과 다양성 개발을 통한 문화 관련 홍보·교육·연구 및 아시아 문화 관련 콘텐츠의 제작·유통 활성화를 위해 문화체육관광부가 2015년 10월 설립한 준정부기관이다. 광주광역시 동구 문화전당로 38에 위치하고 있다.

## 설립 근거
- 아시아문화중심도시 조성에 관한 특별법[3][4]

## 주요 사업
- 아시아 문화의 연구·홍보
- 아시아 문화 관련 콘텐츠의 창작·제작 및 유통
- 아시아 문화 관련 전문인력의 양성
- 아시아 문화 관련 국내외 기구 및 단체 협력망의 구성·운영
- 국가, 지방자치단체 또는 공공법인으로부터 위탁받은 사업
- 그 밖의 문화원의 설립 목적을 달성하는 데 필요한 사업

## 연혁
- 2015년 10월 1일 - 아시아문화원 설립
- 2015년 10월 5일 - 아시아문화원 초대 김병석 원장 취임[5]
- 2015년 11월 25일 - 국립아시아문화전당 공식개관[6]
- 2016년 2월 3일 - 아시아문화원 준정부기관 지정[7]

## 조직

### 아시아문화원장
- 감사팀

#### 경영기획본부

##### 경영기획부
- 전략기획팀
- 재무회계팀
- 인사총무팀

##### 문화사업부
- 문화사업팀
- 마케팅팀

#### 아시아문화연구소
- 자원운영팀
- 연구기획팀
- 민주평화교류팀

#### 창제작센터
- 융복합콘텐츠팀
- 레지던시지원팀
- 초청전시TF

#### 공연사업본부
- 공연사업팀
- 무대기술지원팀

#### 전시사업본부
- 전시사업팀

#### 교육사업본부
- 어린이사업팀
- 교육사업팀

## 같이 보기
- 아시아문화중심도시
- 국립아시아문화전당